# Orimarga taprobanica
Orimarga taprobanica är en tvåvingeart som beskrevs av Alexander 1966. Orimarga taprobanica ingår i släktet Orimarga och familjen småharkrankar.
Artens utbredningsområde är Sri Lanka. Inga underarter finns listade i Catalogue of Life.